# Сальникова Катерина Андріївна
Катерина Андріївна Сальникова (8 грудня 1928, село Шевалдіно, тепер Усольського району Пермського краю, Російська Федерація — 3 жовтня 2016, місто Березники Пермського краю, Російська Федерація) — радянська діячка, новатор виробництва, апаратниця, майстер Березниковського азотно-тукового заводу Міністерства хімічної промисловості СРСР Пермської області. Член Центральної Ревізійної комісії КПРС у 1966—1971 роках. Кандидат у члени ЦК КПРС у 1971—1976 роках. Герой Соціалістичної Праці (15.01.1974).

## Життєпис
У 1943—1950 роках — учениця автозварника, апаратниця теплообмінних котлів Березниковського азотно-тукового заводу Молотовської (з жовтня 1957 року — Пермської) області.
У серпні 1950 — квітні 1968 року — апаратниця, старша апаратниця контактного відділення цеху Березниковського азотно-тукового заводу.
Без відриву від виробництва у 1957 році закінчила середню школу робіничої молоді. Також закінчила школу майстрів.
Член КПРС з 1957 року.
У квітні 1968 — 1976 року — старша робітниця, майстер цеху Березниковського азотно-тукового заводу Пермської області.
Працюючи майстром із регенерації каталізаторних сіток в цеху слабкої азотної кислоти Березниковського азотно-тукового заводу, брала активну участь у впровадження у виробництво нових видів каталізаторів, в освоєнні нових агрегатів, що дозволило підприємству значно зменшити витрати на виробництво цього виду продукції. Її бригада успішно застосувала на практиці чимало новацій, які дали високий економічний ефект.
Указом Президії Верховної Ради СРСР від 15 січня 1974 року за видатні успіхи у виконанні і перевиконанні планів 1973 року і прийнятих соціалістичних зобов'язань Сальниковій Катерині Андріївні присвоєно звання Героя Соціалістичної Праці з врученням ордена Леніна і золотої медалі «Серп і Молот».
З 1976 року — на пенсії в місті Березники Пермської області (краю). Померла 3 жовтня 2016 року.

## Нагороди і звання
- Герой Соціалістичної Праці (15.01.1974)
- орден Леніна (15.01.1974)
- орден «Знак Пошани» (28.05.1966)
- медаль «За трудову доблесть» (5.11.1954)
- медаль «За трудову відзнаку» (5.01.1950)
- медалі
- Почесний громадянин міста Березники (1987)
- Почесний хімік